# Stéphanie de Montaneis
Stèphanie de Montaneis Va ser una metge de mitjans segle xiii a Lió.
El segle xiii va ser un moment que va resultar difícil per a qualsevol dona que intentés entrar al camp mèdic a través del sistema educatiu tradicional. Algunes dones van arribar a aquest camp només per la via familiar a través d'una empresa. El pare de Stèphanie de Montaneis, Étienne de Montaneis, era metge de Lió i és més probable que rebés la formació d'ell mateix. El 1265 va ser referida pel terme "mèdica".